# The Same Sky
The Same Sky (Der gleiche Himmel) è una miniserie televisiva tedesca del 2017 diretta da Oliver Hirschbiegel e ambientato nella Germania della Guerra Fredda.

## Produzione
La serie dalla durata totale di sei ore, è scritta da Paula Milne e diretta da Oliver Hirschbiegel. La serie è stata prodotta da UFA Fiction in coproduzione con Beta Film per ZDF e la TV ceca in collaborazione con Rainmark Films. La serie è stata girata dal 24 agosto 2015 al 6 dicembre 2015 a Praga.

## Distribuzione
In Italia la serie è stata trasmessa da Rai 3, accorpando i tre episodi originali in due episodi da 135 e 140 minuti.